# Mannerheim-museet
Mannerheim-museet ligger i Brunnsparken vid Kalliolinnavägen 14 i Helsingfors. Museet presenterar Gustaf Mannerheims liv och Finlands historia. Marskalken av Finland bodde själv i villan 1924–1951 och hemmet är bevarat i ursprungligt skick, frånsett några rum som byggts om till utställningslokaler.

## Husets historia
Huset byggdes 1874 och var tidigare känt som den Bomanska villan efter sin första ägare. År 1924 flyttade Gustaf Mannerheim in, men han ägde aldrig huset utan hyrde det av kommerserådet Karl Fazer. Tidigare hade huset bebotts av arbetare vid Fazer och det var uppdelat i sex separata lägenheter. Mannerheim fick själv utföra förändringar innan han flyttade in och planerade i detalj var alla möbler skulle stå.
Den 28 januari 1951 dog Mannerheim men Fazer ägde fortfarande huset. Tanken på att öppna huset väcktes och redan i januari hade Mannerheim-stiftelsen tagit ett beslut om att grunda ett museum. Samma år i november hade man öppet hus för medborgarna.
Stiftelsen letade länge efter lämpliga utrymmen för museet och man hade ännu inte haft tanken på att grunda museet i själva huset då det var i privat ägo. Samtidigt som man letade, fortsatte Mannerheim-stiftelsen att hyra huset av Fazer. År 1957 skedde en förändring så att museet kunde grundas. Nu var huset och hälften av tomten i stiftelsens händer. Dessutom hade museet köpt en stor del av lösöret. Efter detta var museets framtid tryggad.

## Museet idag
Museet presenterar Mannerheims hem som det var inrett på 1940-talet. Föremålen i museet speglar hans släkthistoria, hans livsverk och alla otaliga saker som han har gjort. Man kan exempelvis se hans fiffigt byggda säng. Det finns också många tecken på att han var en ivrig jägare, till exempel finns det tigerskinn i hans före detta sal. Museet arkiverar Mannerheim-relaterat material och deltar i forskningsarbete.
Antalet besökare per år är cirka 10 000 personer. Museet slog rekord med besökare under 2017, besökarantalet var då drygt 13 600 personer, det vill säga mer än på flera decennier. Museet har guidade visningar på sex olika språk: finska, svenska, engelska, ryska, franska och tyska.